# Грін-Ейкерс (Північна Дакота)
Грін-Ейкерс (англ. Green Acres) — переписна місцевість (CDP) в США, в окрузі Ролетт штату Північна Дакота. Населення — 605 осіб (2020).

## Географія
Грін-Ейкерс розташований за координатами 48°50′17″ пн. ш. 99°41′24″ зх. д. / 48.83806° пн. ш. 99.69000° зх. д. (48.838132, -99.690092).  За даними Бюро перепису населення США в 2010 році переписна місцевість мала площу 3,90 км², уся площа — суходіл.

## Демографія
Згідно з переписом 2010 року, у переписній місцевості мешкало 575 осіб у 158 домогосподарствах у складі 139 родин. Густота населення становила 148 осіб/км².  Було 163 помешкання (42/км²).
Расовий склад населення:
| - 95,0 % — корінних американців - 3,5 % — білих - 0,2 % — чорних або афроамериканців |

До двох чи більше рас належало 1,0 %. Частка іспаномовних становила 2,1 % від усіх жителів.
За віковим діапазоном населення розподілялося таким чином: 48,0 % — особи молодші 18 років, 49,9 % — особи у віці 18—64 років, 2,1 % — особи у віці 65 років та старші. Медіана віку мешканця становила 18,9 року. На 100 осіб жіночої статі у переписній місцевості припадало 83,1 чоловіків;  на 100 жінок у віці від 18 років та старших — 72,8 чоловіків також старших 18 років.
Середній дохід на одне домашнє господарство  становив 17 750 доларів США (медіана — 8696), а середній дохід на одну сім'ю — 19 277 доларів (медіана — 9130). 
Цивільне працевлаштоване населення становило 94 особи. Основні галузі зайнятості: освіта, охорона здоров'я та соціальна допомога — 47,9 %, мистецтво, розваги та відпочинок — 36,2 %, роздрібна торгівля — 16,0 %.